# الأوركسترا الفيلهارمونية الملكية

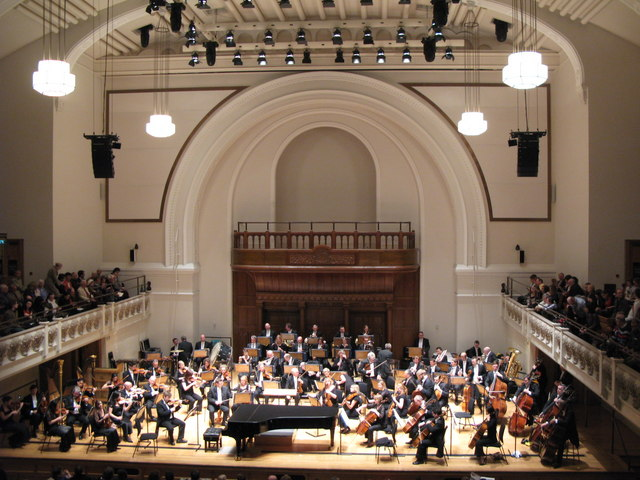
الأوركسترا الفيلهارمونية الملكية تعزف في قاعة كاديغون بلندن، وهي المقر الدائم منذ 2004.

الأوركسترا الفيلهارمونية الملكية ((بالإنجليزية: Royal Philharmonic Orchestra)، وتُعرف اختصارًا بـ RPO) هي أوركسترا سيمفونية بريطانية مقرها في لندن، إنجلترا.
تأسست الأوركسترا على يد توماس بيتشام عام 1946. في بداياتها، حصلت الأوركسترا على عقود تسجيل مربحة ومشاركات مهمة مثل مهرجان أوبرا غليندبورن وحفلات الجمعية الفيلهارمونية الملكية. بعد وفاة بيتشام عام 1961، تدهورت أوضاع الأوركسترا بشكل حاد، وظلت تكافح من أجل البقاء حتى منتصف ستينيات القرن العشرين، عندما تم تأمين مستقبلها بعد تقرير صادر عن مجلس الفنون في بريطانيا العظمى أوصى بمنحها دعمًا حكوميًا. وظهرت أزمة أخرى في نفس الفترة عندما بدا أن حق الأوركسترا في استخدام لقب "الملكية" قد يُسحب منها.
في عام 2004، حصلت الأوركسترا على أول مقر دائم لها في لندن، في قاعة كادوغان بمنطقة تشيلسي. كما تقدم الأوركسترا حفلات موسيقية في قاعة المهرجانات الملكية وقاعة ألبرت الملكية وفي أماكن أخرى في جميع أنحاء المملكة المتحدة ودول أخرى. ومنذ بداية موسم 2021–2022، يشغل فاسيلي بيترنكو منصب المدير الموسيقي للأوركسترا.

## التاريخ

### البدايات
في عام 1932، أسس السير توماس بيتشام أوركسترا لندن الفيلهارمونية (بالإنجليزية: London Philharmonic Orchestra -LPO)، والتي أدارها بدعم من ممولين أثرياء حتى عام 1940، عندما نضبت الموارد المالية بسبب الحرب. غادر بيتشام البلاد لقيادة الأوركسترات في أستراليا ثم في الولايات المتحدة، بينما واصلت الأوركسترا العمل من دونه بعد أن أعادت تنظيم نفسها كهيئة ذاتية الإدارة. وعند عودته إلى إنجلترا في سبتمبر 1944، رحبت الأوركسترا اللندنية ببيتشام، وفي أكتوبر، قدموا حفلة موسيقية معًا حازت على مديح كبير من النقاد.
خلال الأشهر التالية، قدم بيتشام والأوركسترا حفلات موسيقية ناجحة، لكن العازفين، الذين أصبحوا الآن أصحاب القرار في أوركسترتهم، رفضوا منحه السيطرة المطلقة التي كان يتمتع بها في الثلاثينيات. ولو أراد أن يصبح القائد الرئيسي مرة أخرى، فسيكون كموظف بأجر في الأوركسترا. ورد بيتشام قائلاً: «أرفض بشدة أن أكون تابعًا لأي أوركسترا.. سأؤسس أوركسترا عظيمة أخرى أختتم بها مسيرتي». في عام 1945، قاد أولى حفلات أوركسترا الفيلهارمونيا الجديدة التابعة لوالتر ليغ، لكنه لم يكن مستعدًا لقبول وظيفة براتب من ليغ، مساعده السابق، تمامًا كما رفض ذلك من أعضاء الأوركسترا السابقين. وأبلغ ليغ أن أوركستراه الجديدة، المنافسة للفيلهارمونيا، ستنطلق «في أكثر الظروف ملاءمة وبكل تألق».
في عام 1946، توصل بيتشام إلى اتفاق مع الجمعية الفيلهارمونية الملكية يقضي بأن تحل أوركستراه الجديدة محل الأوركسترا في جميع حفلات الجمعية. وبهذا نال الحق في تسمية التشكيل الجديد باسم «الأوركسترا الفيلهارمونية الملكية»، وهو اتفاق حظي بموافقة جورج السادس ملك المملكة المتحدة.

نسق بيتشام مع مهرجان أوبرا غليندبورن لتكون الأوركسترا الفيلهارمونية الملكية الأوركسترا المقيمة خلال مواسم المهرجان، كما حصل على دعم من شركات تسجيل في الولايات المتحدة وبريطانيا، وتم التفاوض على عقود تسجيل مربحة معها. وكتب الناقد الموسيقي ليندون جنكينز:

### أوركسترا بيتشام
عيّن بيتشام فيكتور أولوف مديرًا لأوركسترته، وبدآ عملية التوظيف. كان على رأس قائمتهما عدد من الموسيقيين البارزين الذين عمل معهم بيتشام قبل الحرب. أربعة منهم كانوا من الأعضاء المؤسسين لأوركسترا لندن الفيلهارمونية قبل خمسة عشر عامًا: ريجينالد كيل (كلارينيت)، جيرالد جاكسون (فلوت)، جيمس برادشو (طبول تيمباني)، وجاك سيلفستر (كونترباص). ومن الأوركسترا الحالية، انضم إليهم عازف الأوبوا بيتر نيوبري. وأقنع بيتشام العازف المخضرم للفاكون آرتشي كامدن، الذي كان يتبع مسيرة فردية، بالعودة إلى العزف الأوركسترالي.
قاد قسم التشيلو رايموند كلارك، الذي انضم من أوركسترا بي بي سي السيمفونية. وكان العازف الرئيسي لآلة الهورن هو دينيس برين، الذي كان يشغل نفس المنصب في أوركسترا فيلهارمونيا التابعة للمنتج والتر ليغ، ومع ذلك تمكّن من العزف في الأوركسترتين معًا.
يفترض جينكينز أن بيتشام، الذي كان يعرف عن كثب جميع قادة الأوركسترات البريطانية، قرر ألا يحاول استقطاب أيٍ منهم. وكان اختياره هو جون بينينغتون، الذي كان عازف الكمان الأول في رباعي لندن الوتري من عام 1927 إلى 1934، ثم تابع مسيرته في الولايات المتحدة كقائد كونسرتمايستر على التوالي في أوركسترا سان فرانسيسكو السيمفونية، أوركسترا لوس أنجلوس الفيلهارمونية، وأوركسترا باراماونت بيكتشرز.

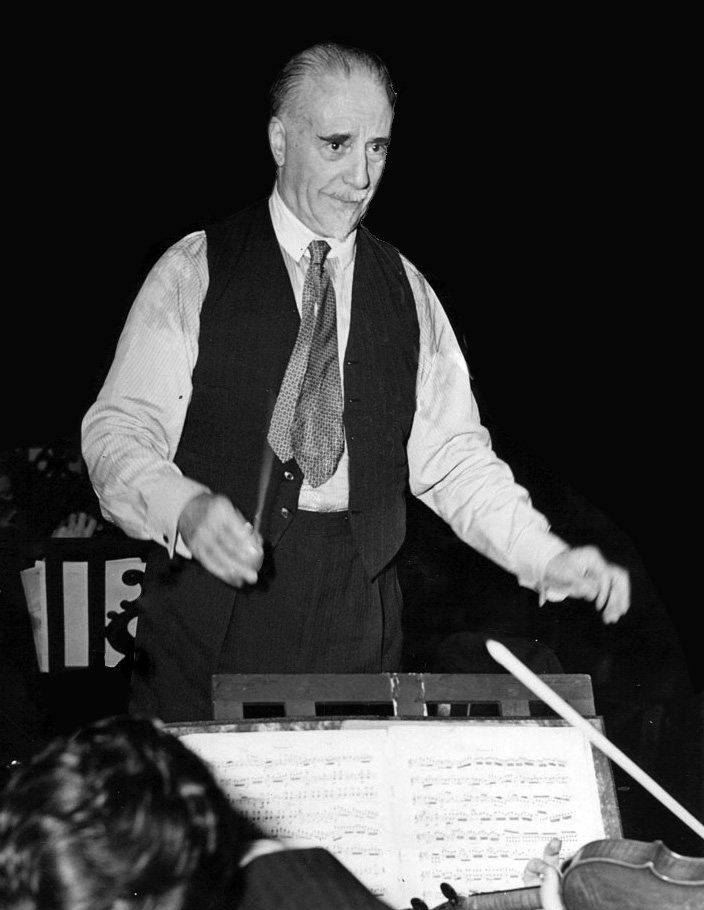
بيتشام أثناء بروفة عام 1948

في 11 سبتمبر 1946، اجتمعت أوركسترا الفيلهارمونية الملكية لأول بروفة لها. وبعد أربعة أيام، قدّمت أولى حفلاتها في مسرح ديفيس، كرويدون. أرسل بيتشام برقية إلى أحد زملائه قال فيها: "الصحافة تكاد تكون بالإجماع في مديح الأوركسترا. أول حفل في كرويدون كان نجاحًا باهرًا". قدّم بيتشام والأوركسترا سلسلة من العروض خارج لندن قبل أن يخوضوا أول حفل لهم في العاصمة بتاريخ 26 أكتوبر. كتبت صحيفة ذا تايمز آنذاك عن "قاعة مملوءة بنغمات ذهبية تُغلف المستمع". وقبل هذا الحفل، كانت الأوركسترا قد سجلت أولى أسطواناتها، وخلال عامين فقط كانت قد سجلت أكثر من 100 تسجيل.
بعد عدة أشهر، اضطر جون بينينغتون إلى الاستقالة عندما اكتشف اتحاد الموسيقيين البريطانيين أنه ليس عضوًا فيه. خلفه نائبه أوسكار لامب، الذي وصفه جينكينز بأنه "رجل يتجنب المجاملات الاجتماعية لكنه يعزف الكمان بإلهام". في أيامها الأولى، كانت الأوركسترا تضم 72 عازفًا، جميعهم مرتبطون بعقود سنوية مع بيتشام، ما منحه الأحقية في طلب خدماتهم أولًا، مع إشعار معقول، دون أن يقيدهم في العمل مع فرق أخرى. وجاء في مراجعة لمشهد الأوركسترات في لندن أواخر الأربعينيات: "الفيلهارمونية والفيليهارمونية الملكية تشتركان في عيب كبير: لا إحداهما أوركسترا دائمة التكوين. كلاهما يتجمع ويتفرق عشوائيًا تقريبًا... لا يوجد أسلوب يُميز بوضوح الفيلهارمونية الملكية أو الفيلهارمونية".
استمر دينيس برين في العزف كعازف هورن أول في كلتا الأوركسترتين؛ وبخلاف ذلك، شهدت تشكيلة العازفين استقرارًا نسبيًا منذ أوائل الخمسينيات. واشتهرت الأوركسترا على وجه الخصوص بفريقها المنتظم من عازفي آلات النفخ الخشبية، حيث انضم إلى جاكسون كلٌ من جاك برايمر (كلارينيت)، غويديَن بروك (فاكون)، وتيرينس ماكدوناه (أوبوا). ووصفتهم صحيفة الإندبندنت بأنهم "أفضل رباعي آلات نفخ خشبية في التاريخ... وأطلق عليهم لقب ’العائلة الملكية‘".
في عام 1950، قامت الأوركسترا بجولة في الولايات المتحدة، وكانت بذلك أول أوركسترا بريطانية تزور أمريكا منذ أوركسترا لندن السيمفونية عام 1912. وكان ذلك حلمًا طالما راود بيتشام، الذي لم يتمكن من اصطحاب أوركسترا لندن الفيلهارمونية إلى أمريكا في الثلاثينيات. نظم 52 حفلًا موسيقيًا في 45 مدينة خلال 64 يومًا. ووصف كُتاب سيرة برين، غامبل ولينش، الجولة بأنها نجاح ساحق. بدأت الجولة في 13 أكتوبر في هارتفورد، كونيتيكت وانتهت في 15 ديسمبر في بيت لحم، بنسلفانيا. وكان من بين العازفين المنفردين: عازفة البيانو بيتي هامبي بيتشام (زوجة القائد الثانية)، وعازفون رئيسيون من الأوركسترا: ديفيد ماكولوم (الأب) (كمان)، أنتوني بيني (تشيلو)، وأعضاء "العائلة الملكية" الأربعة. وكتب أولين داونز في نيويورك تايمز عن "عزف موسيقي رائع من السير توماس بيتشام وأوركستراه الفيلهارمونية الملكية". وفي العام التالي، كتب الناقد الموسيقي فرانك هاوز في ذا تايمز أن أوركسترا الفيلهارمونية الملكية "هي الأقرب من حيث الجودة والثبات في الأسلوب إلى الأوركسترات العالمية الكبرى".
قدمت الأوركسترا أول ظهور لها في حفلات البرومز في أغسطس 1952 بقيادة باسيل كاميرون. وظهر بيتشام في البرومز لأول مرة بعد عامين، حيث قاد الأوركسترا في برنامج ضم مؤلفات لـهيكتور بيرليوز، فرانز شوبرت وجان سيبيليوس؛ وعلّقت ذا تايمز على "أمسية من العزف البديع". وفي عام 1957، قام بيتشام والأوركسترا بجولة أوروبية بدأت في صالة بلاييل بباريس وانتهت في موسيكيفراين بفيينا.
قاد بيتشام أوركسترا الفيلهارمونية الملكية في آخر حفل له، أُقيم في قاعة بورتسموث البلدية بتاريخ 7 مايو 1960. وتضمّن البرنامج، وهو مزيج من اختياراته المميزة: افتتاحية أوبرا الناي السحري، السيمفونية "العسكرية" لهايدن، ترتيب بيتشام الخاص لأعمال جورج فريدريك هاندل بعنوان الحب في باث، السيمفونية الخامسة لشوبرت، مقطوعة على النهر لـفريدريك ديليوس، و"باخانال" من أوبرا شمشون ودليلة لـكاميل سان صانز، مع مقطوعة رحلة زلاجة لديليوس كمعزوفة ختامية. أصيب بيتشام بنوبة قلبية في الشهر التالي، ولم يتعاف منها؛ وتوفي في مارس 1961.

## روابط خارجية
- الأوركسترا الفيلهارمونية الملكية على موقع IMDb (الإنجليزية)
- الأوركسترا الفيلهارمونية الملكية على موقع الموسوعة البريطانية (الإنجليزية)
- الأوركسترا الفيلهارمونية الملكية على موقع ميوزك برينز (الإنجليزية)
- الأوركسترا الفيلهارمونية الملكية على موقع أول ميوزيك (الإنجليزية)
- الأوركسترا الفيلهارمونية الملكية على موقع ديسكوغز (الإنجليزية)